# Missa pastoralis in C in Nativitate Domini in nocte
Missa pastoralis in C in Nativitate Domini in nocte je jedna ze mší Jakuba Jana Ryby složena pro příležitost půlnoční mše svaté. Jedná se o latinskou mši, která nebyla primárně určena pro kůr v Rožmitále pod Třemšínem, dílo totiž věnoval spolu s dalšími skladbami městu Plzeň. Mše byla součástí nedokončeného cyklu Cursus sacro harmonicus, který měl obsahovat proprium a ordinárium na všechny neděle a svátky církevního roku. Na rozdíl od České mše vánoční je vymaněna z lidového prostředí, proto pastorální prvky jsou zde zastoupeny v znatelně menším měřítku. Rozsahem odpovídá misse brevis, její minutáž je kolem 16 minut.

## Nástrojové a hlasové obsazení
Byť nebyla tato mše prvoplánově určena pro kůr v Rožmitále, i přesto Ryba neměl velké nároky na nástrojové obsazení. Jako sólové nástroje zvolil clarinu (trubku) a fagot, který zde má nezastupitelnou roli a dává mši osobitý charakter. Dále jsou použity dvoje housle, violoncello a nebo kontrabas a varhany jako basso continuo.
Mše je určena pro 4 sborové hlasy - soprán, alt, tenor bas a pro 4 sólové hlasy - soprán, alt, tenor, bas.
Sólové hlasy jsou však ad libitum (podle libosti).

## Části
Missa pastoralis in C zahrnuje všechny části ordinária, části propria zcela opomíjí.

### Kyrie
První věta Kyrie je psána ve 3/4 taktu. Má strukturu A, B, A. Jako tempové označení Ryba použil označení Andantino. Část A začíná v pianu šestnáctitaktovou předehrou smyčců a varhan, kde se ve třetím taktu přidává fagot.
Následuje 1. představení sboru v pianu zvoláním Kyrie eleison a postupné crescendo, až do majestátního forte zakončené korunou. V části B zní dvojhlas sólového sopránu a altu, na které navazuje sbor ve forte podpořený fanfárovým motivem trubky. Následuje návrat části A, která začíná téměř stejně. Objevuje se mezihra opět s fanfárovým motivem trubky, po níž nastupuje sbor ve forte. Věta končí sólem fagotu a zvoláním sboru Kyrie eleison v pianu.

### Gloria
Ryba si v této části počíná úsporně, kdy dlouhý text části Gloria rozděluje mezi jednotlivé hlasy, čímž docílí rychlého posunu vpřed. Část Gloria je členěna opět na části A, B, A. Začíná ve 2/4 taktu v tempu Allegro moderato.
Pro část B použil Ryba tempové označení Tarde a je psána ve 3/4 taktu. Po krátkém fagotovém sólu nastupuje sólový soprán s textem Qui tollis peccata mundi, miserere nobis, na nějž navazuje sólový bas s textem Qui sedes ad dexternam patris, miserere nobis, miserere nobis. Ve třetí části opět dochází k přechodu do Allegro moderato ve 3/4, které zahajuje sólový soprán stejným motivem jako na začátku Gloria. Následně se přidává sbor ve forte s textem Cum Sancto Spiritu, in gloria Dei Patris a část končí zvoláním Amen. Dvakrát v pianu a dvakrát ve forte.

### Credo
Stejně jako předchozí části má Credo formu A, B, A. Ryba počítal s invokací kněze Credo in unum Deum, takže ji v notovém zápisu nenalezneme. Část A tedy začíná slovy Patrem omnipotentem v sopránu a altu, tenor začíná od slov Et in unum Dominum Jesum a bas od Deum de Deo, lumen de lumine, čímž Ryba překlenul velkou část textu na relativně malém prostoru. Část A je psána ve 4/4 taktu Moderato. Část B přechází do pomalého tempa Adagio ve 4/4 taktu. Začíná ji sólo fagotu, na nějž navazuje tenorové sólo s Et incarnatus de Spiritu Sancto ex Maria Virgine: Et homo factus est, ke kterému hraje fagot druhý hlas. Tenorové sólo následně střídá sopránové s textem Crucifixus etiam pro nobis. Následuje návrat části A ve 4/4 taktu Moderato, v níž sbor ve forte pokračuje v textu výše popsaným úsporným způsobem. Credo ukončuje sborové zvolání Amen za doprovodu orchestru a varhanního plena.

### Sanctus
Část Sanctus patří k nejkratším větám ze mše. Začíná ve forte v plném obsazení ve 4/4 taktu Tarde. Sbor majestátně přezpívá text Sanctus Dominus Deus Sabaoth, Dominus Deus Sabaoth a následně se mění metrum na 3/4 a tempo na Allegro.

### Benedictus
Část Benedictus je psána ve 2/4 taktu Adagio. Představují se zde všechny sólové hlasy. Významnou roli zde hraje také fagot. Trubka v této části nehraje.

### Agnus Dei
Část začíná basovým sólem ve 3/4 taktu Tarde, které má velmi pokorný charakter. Sólovému basu odpovídá sborový soprán, alt a tenor. Dále pokračuje dialog mezi sólovým basem a sólovým tenorem, který v závěru sóla odpovídají sborově soprán a alt. Následuje finále mše, které začíná stejně jako část Kyrie s rozdílem, že sbor zpívá text Dona nobis pacem. Objevuje se zde opět fanfárový motiv trubky. Věta končí podobně jako věta Kyrie - sólem fagotu a zvoláním sboru Dona nobis pacem v pianu.